# ماكس بنتلي
ماكس بنتلي هو لاعب هوكي الجليد كندي، ولد في 1 مارس 1920 في Delisle, Saskatchewan ‏ في كندا، وتوفي في 19 يناير 1984 في ساسكاتون في كندا. لعب مهاجمًا لفريق شيكاغو بلاك هوكس وتورنتو ميبل ليفز ونيويورك رينجرز في دوري الهوكي الوطني (NHL) كجزء من مهنة عليا واحتراف امتدت 20 عامًا. كان هداف الدوري الوطني للهوكي مرتين على التوالي، وفي عام 1946 فاز بجائزة هارت كأفضل لاعب. لعب في أربع مباريات All-Star وتم اختياره مرتين في فريق All-Star بعد الموسم.
كان بنتلي واحدًا من ستة إخوة يلعبون الهوكي، ولعب في وقت ما مع أربعة من إخوته مع درومهيلر ماينرز في دوري ألبرتا للهوكي. في 1942-1943، صنع تاريخ الدوري الوطني للهوكي عندما لعب في أول خط شقيق في الدوري مع دوج وريج. لعب خمسة مواسم في شيكاغو مع دوج قبل أن ترسله تجارة 1947 إلى ميبل ليفز في واحدة من أهم المعاملات في تاريخ NHL حتى تلك اللحظة. فازت بنتلي بثلاث بطولات كأس ستانلي مع ميبل ليفز قبل أن تقضي موسم NHL النهائي مع رينجرز في 1953-1954. ثم عاد إلى منزله في ساسكاتون لينهي مسيرته الكروية. يعتبر بنتلي أحد أفضل اللاعبين في عصره، وقد تم إدخاله في قاعة مشاهير الهوكي في عام 1966. تم اختيار بنتلي كواحد من أعظم 100 لاعب في NHL على الإطلاق من قبل NHL في عام 2017.

## وصلات خارجية
- ماكس بنتلي على موقع دوري الهوكي الوطني (الإنجليزية)
- ماكس بنتلي على موقع EliteProspects.com (الإنجليزية)
- ماكس بنتلي على موقع HockeyDB.com (الإنجليزية)
- ماكس بنتلي على موقع Hockey-Reference.com (الإنجليزية)